# ایر ساپلای
ایر ساپلای (به انگلیسی: Air Supply)، نام گروه موسیقی سافت راکی بود که در اواخر دهه هفتاد و اوایل دهه هشتاد از شهرت جهانی برخوردار بود.

## آلبوم‌ها
- تأمین هوا (۱۹۷۶)
- همه چیز شروع شد (۱۹۷۷)
- عشق و کبودی‌های دیگر (۱۹۷۷)
- پشتیبانی از زندگی (۱۹۷۹)
- گمشده در عشق (۱۹۸۰)
- کسی که دوستش داری (۱۹۸۱)
- اکنون و برای همیشه (۱۹۸۲)
- تأمین هوا (۱۹۸۵)
- قلب‌های در حرکت (۱۹۸۶)
- آلبوم کریسمس (۱۹۸۷)
- زمین است (۱۹۹۱)
- مسابقه ناپدید شدن (۱۹۹۳)
- اخبار از ناکجاآباد (۱۹۹۵)
- کتاب عشق (۱۹۹۷)
- واقعاً شما (۲۰۰۱)
- در سراسر آسمان بتنی (۲۰۳)
- خواننده و آهنگ (۲۰۰۵)
- طلسم (۲۰۱۰)